# Villelaure
Villelaure este o comună în departamentul Vaucluse din sud-estul Franței. În 2009 avea o populație de 3.176 de locuitori.

## Evoluția populației
| An        | 1975  | 1982  | 1990  | 1999  | 2006  | 2009  |
| --------- | ----- | ----- | ----- | ----- | ----- | ----- |
| Populație | 1.275 | 1.471 | 2.135 | 2.914 | 3.025 | 3.176 |